# Marathias

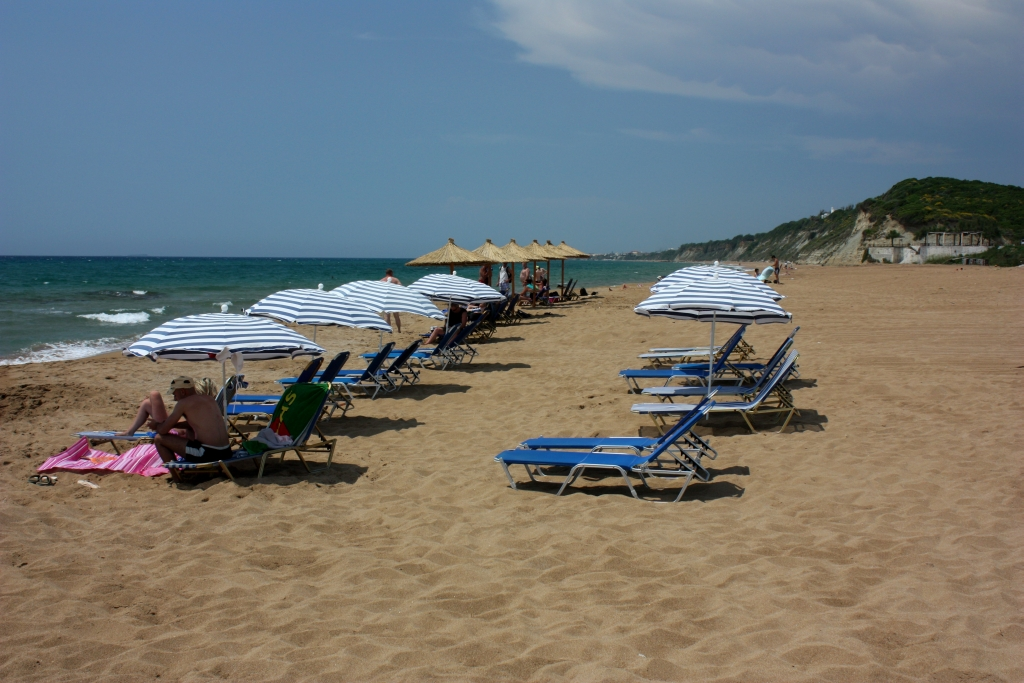
Strand von Marathias

Marathias (griechisch Μαραθιάς (m. sg.)) ist ein Dorf im Süden der griechischen Insel Korfu. Es liegt etwa 35 Kilometer südlich der Inselhauptstadt Kerkyra.
Marathias gehört zum Stadtbezirk Argyrades im Gemeindebezirk Korissia der Gemeinde Notia Kerkyra und zählt 331 Einwohner. Die Strände erhielten in den Jahren 2002 und 2006 und 2010 die Blaue Flagge.